# Tomba dei giganti di Palatu
La tomba dei giganti di Palatu è un monumento archeologico situato a Birori - centro abitato della Sardegna centrale - nelle immediate vicinanze di un complesso residenziale e a poche centinaia di metri dai nuraghi Chessa e Palatu.
Il sepolcro, disposto lungo l'asse NO-SE e con ingresso a SE, è ascrivibile al Bronzo medio-Bronzo recente (1700-1400 a.C.). Realizzato con blocchi di trachite, conserva buona parte dell'esedra e del corpo tombale mentre della stele che ne chiudeva il corridoio resta una piccola porzione della parte inferiore.

## Descrizione
L'ampia esedra falcata è delimitata da otto ortostati, quattro per parte, e misura m 11,70 alla corda e m 3,25 alla saetta. Il corpo tombale, absidato e tipicamente allungato, misura m 14,50 per m 4,00/4,30 mentre al suo interno il vano funerario, con pianta pressoché rettangolare, conta una lunghezza di 11,55 metri ed una larghezza media di m 1,10. Quest'ultimo è stato realizzato con due o tre filari di lastroni ortostatici aggettanti sui quali, in origine, poggiava la copertura, assicurata da grosse pietre sistemate a piattabanda.
Presumibilmente il pavimento del corridoio, come anche una parte dell'esedra, doveva essere lastricato con pietre piatte.
Da segnalare, come rarità, la presenza di due nicchie a pianta quadrata (misure circa m 0,85 x 0,60 x 0.84 di altezza) disposte frontalmente in prossimità dell'ingresso del vano funerario, una delle quali col piano rialzato di circa 30 centimetri rispetto all'altra. Presumibilmente utilizzate come spazi dedicati alle offerte funerarie, non si esclude che servissero come vani per deposizioni secondarie distinte.  Identica caratteristica, ma con due coppie di vani, si riscontra nella vicina tomba dei giganti di Lassia.
Il sito è stato oggetto di scavi nel 1984 ad opera dell'archeologo Alberto Moravetti durante i quali sono venuti alla luce frammenti di vasellame riconducibili al Bronzo medio iniziale/Bronzo medio.

## Galleria d'immagini

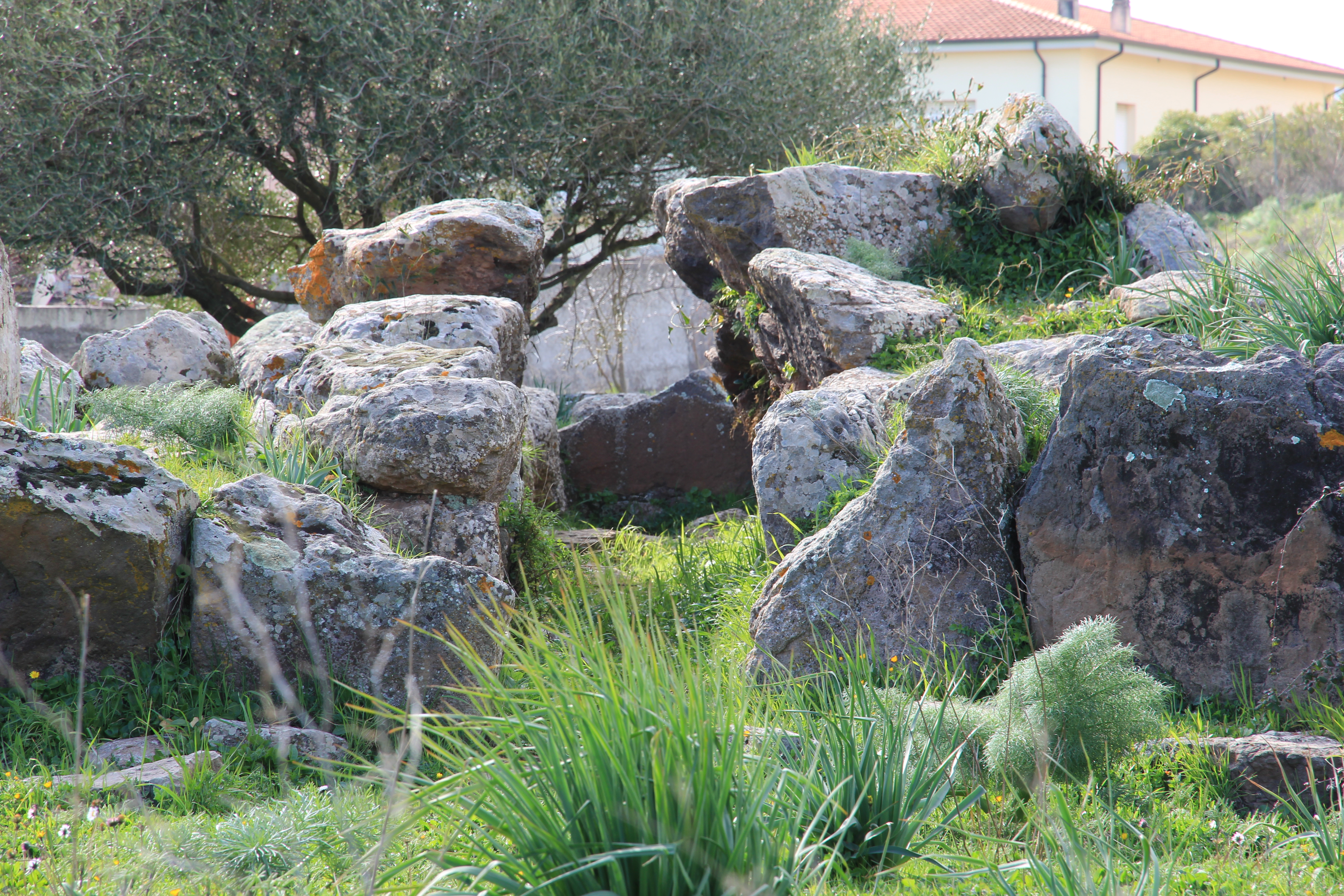
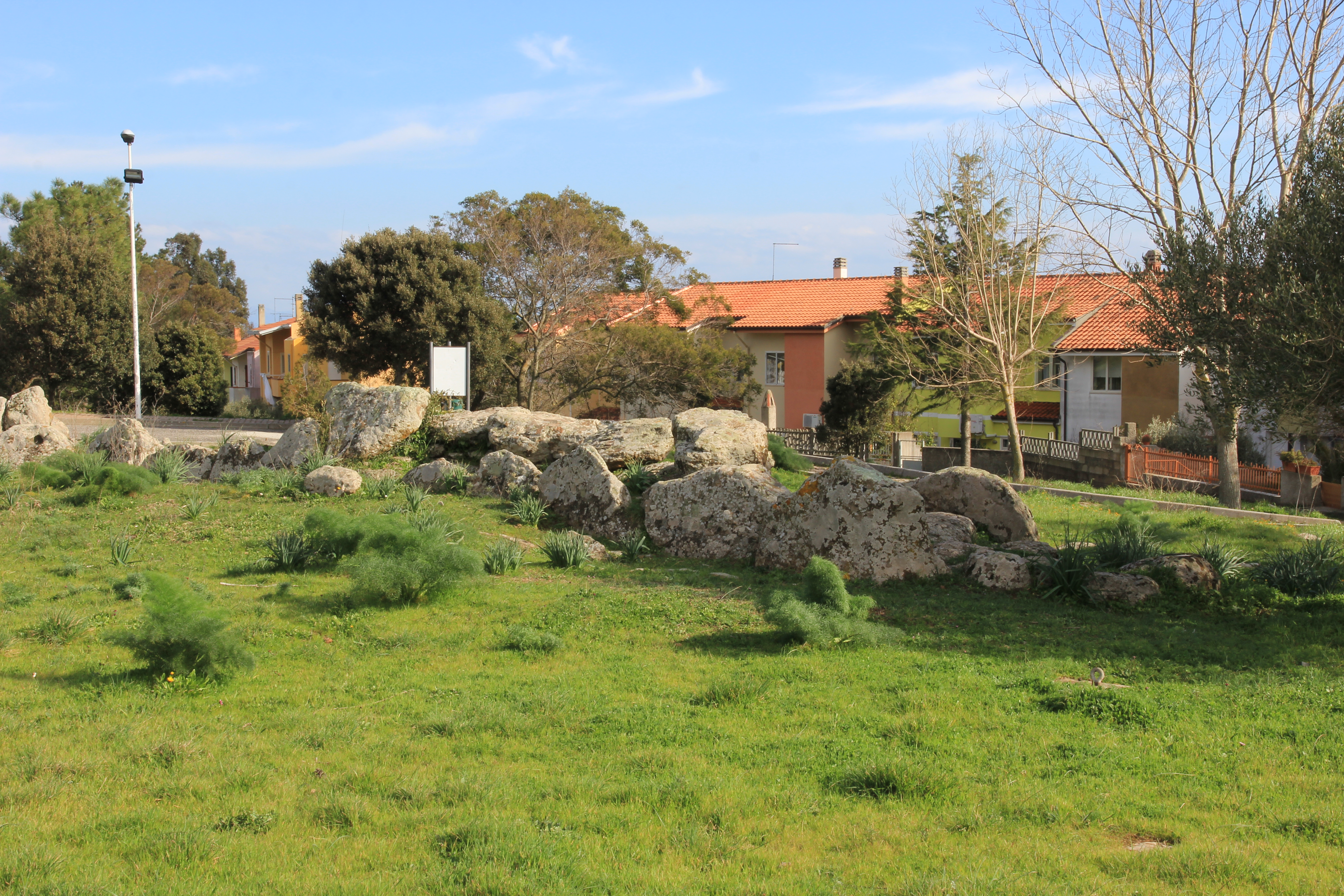
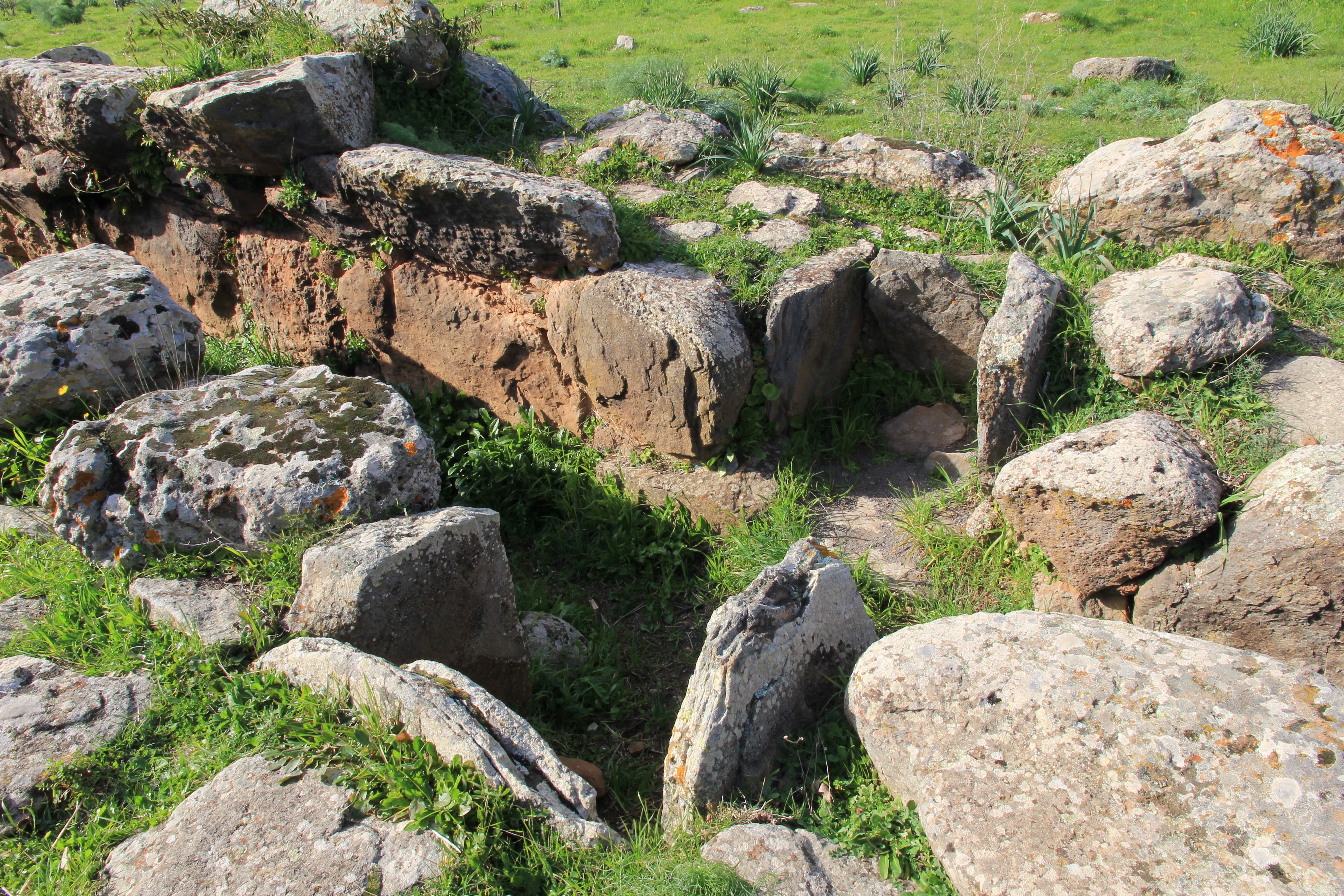
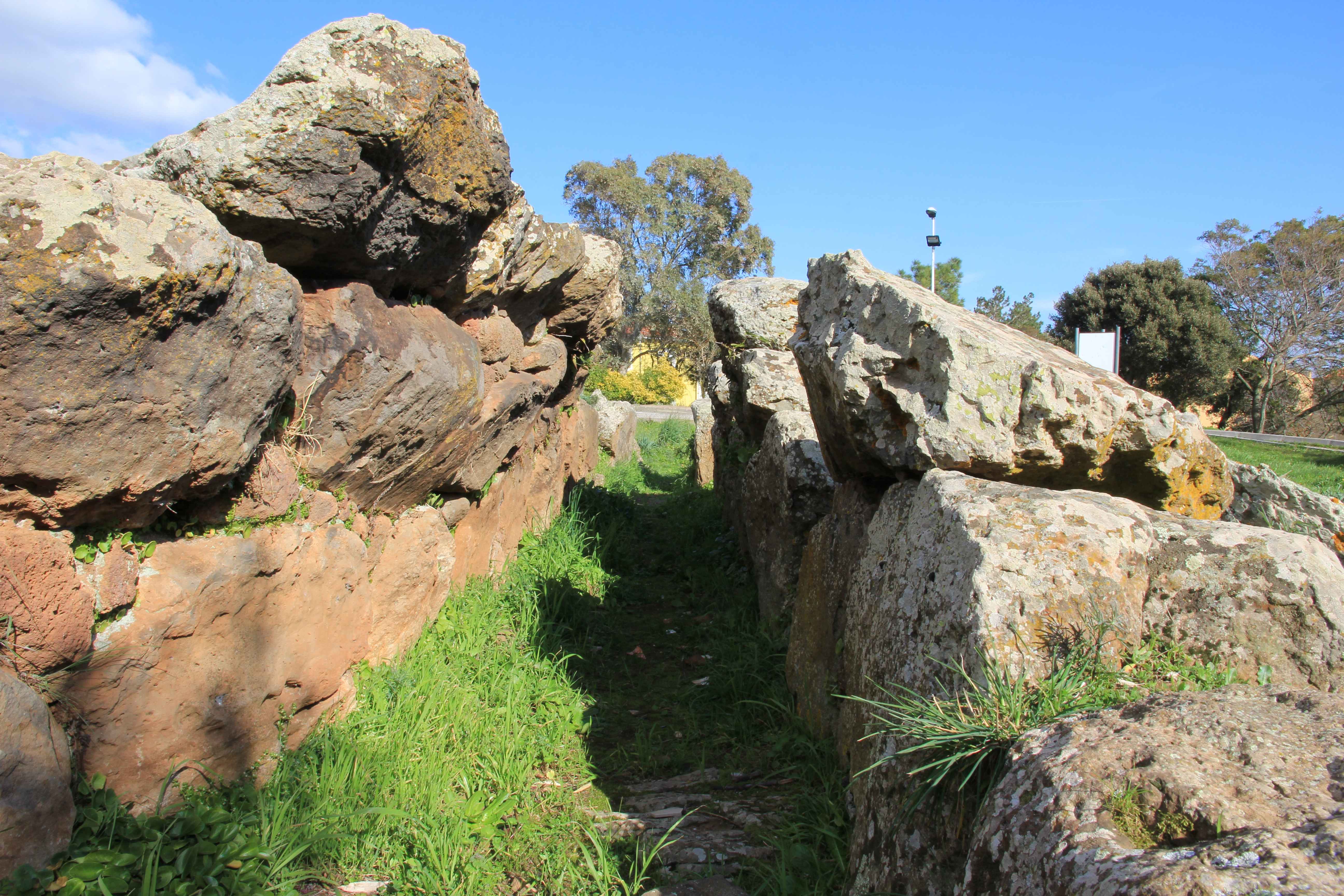